# GLIPR1
GLIPR1 (англ. GLI pathogenesis related 1) – білок, який кодується однойменним геном, розташованим у людей на короткому плечі 12-ї хромосоми. Довжина поліпептидного ланцюга білка становить 266 амінокислот, а молекулярна маса — 30 366.
| 10         |  | 20         |  | 30         |  | 40         |  | 50         |
| ---------- |  | ---------- |  | ---------- |  | ---------- |  | ---------- |
| MRVTLATIAW |  | MVSFVSNYSH |  | TANILPDIEN |  | EDFIKDCVRI |  | HNKFRSEVKP |
| TASDMLYMTW |  | DPALAQIAKA |  | WASNCQFSHN |  | TRLKPPHKLH |  | PNFTSLGENI |
| WTGSVPIFSV |  | SSAITNWYDE |  | IQDYDFKTRI |  | CKKVCGHYTQ |  | VVWADSYKVG |
| CAVQFCPKVS |  | GFDALSNGAH |  | FICNYGPGGN |  | YPTWPYKRGA |  | TCSACPNNDK |
| CLDNLCVNRQ |  | RDQVKRYYSV |  | VYPGWPIYPR |  | NRYTSLFLIV |  | NSVILILSVI |
| ITILVQHKYP |  | NLVLLD     |  |            |  |            |  |            |

A: Аланін

C: Цистеїн

D: Аспарагінова кислота

E: Глутамінова кислота

F: Фенілаланін

G: Гліцин

H: Гістидин

I: Ізолейцин

K: Лізин

L: Лейцин

M: Метіонін

N: Аспарагін

P: Пролін

Q: Глутамін

R: Аргінін

S: Серин

T: Треонін

V: Валін

W: Триптофан

Задіяний у такому біологічному процесі, як альтернативний сплайсинг. 
Локалізований у мембрані.